# Liste der Wappen im Bezirk Vöcklabruck
Die Liste der Wappen im Bezirk Vöcklabruck zeigt die Wappen der Gemeinden im oberösterreichischen Bezirk Vöcklabruck.

## Wappen der Städte, Marktgemeinden und Gemeinden

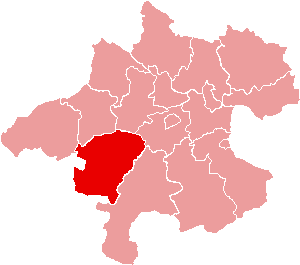
Lage in Oberösterreich
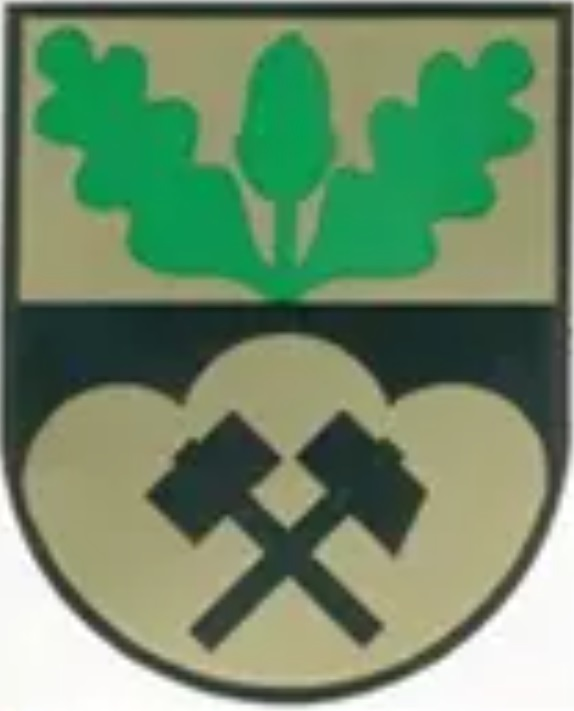
Marktgemeinde Ampflwang im Hausruckwald Von Gold und Schwarz geteilt; oben aus der Teilungslinie eine grüne, aufrecht stehende Eichel an zweiblättrigem Stiel; unten ein goldener Dreiberg, belegt mit schwarzem, schräggekreuztem Hammer und Schlegel.
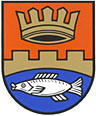
Gemeinde Attersee am Attersee Durch einen goldenen, oben gezinnten, unten eingebogenen Balken geteilt; oben in Rot eine goldene, fünfzackige Krone; unten in Blau ein silberner Fisch.
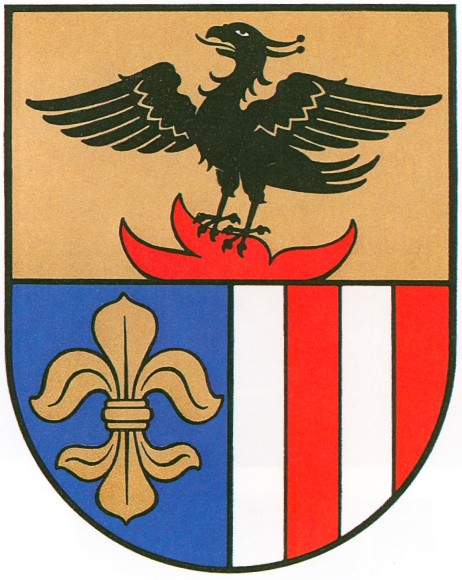
Stadt Attnang-Puchheim Geteilt und halbgespalten; oben in Gold über roten Flammen ein schwarzer, flugbereiter Phönix; unten rechts in Blau eine goldene heraldische Lilie, unten links dreimal von Silber und Rot gespalten.
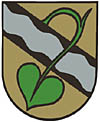
Gemeinde Atzbach In Gold ein schwarzer, mit silbernem Wellenbalken belegter Schrägbalken, aus dem oben ein grünes, über den Schrägbalken nach unten gebogenes Lindenblatt wächst.
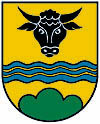
Gemeinde Aurach am Hongar In Gold ein erniedrigter, blauer Wellenbalken, belegt mit zwei goldenen Wellenleistenstäben; oben ein schwarzer Auerochsenkopf im Visier, unten ein grüner Dreiberg.
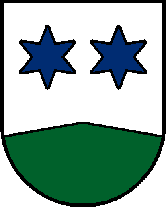
Gemeinde Berg im Attergau In Silber eine grüne, flache Spitze, darüber zwei blaue, sechsstrahlige Sterne.
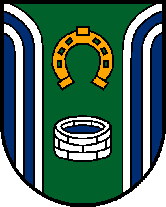
Gemeinde Desselbrunn Zwischen zwei je dreimal von innen nach außen von Silber und Blau gespaltenen, oben auswärts gebogenen Flanken in Grün über einem silbernen, gequaderten und blau gefüllten Brunnen ein goldenes Hufeisen.
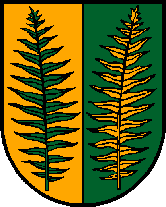
Gemeinde Fornach Gespalten von Gold und Grün; rechts und links je ein aufrechtes Farnblatt in gewechselten Farben.
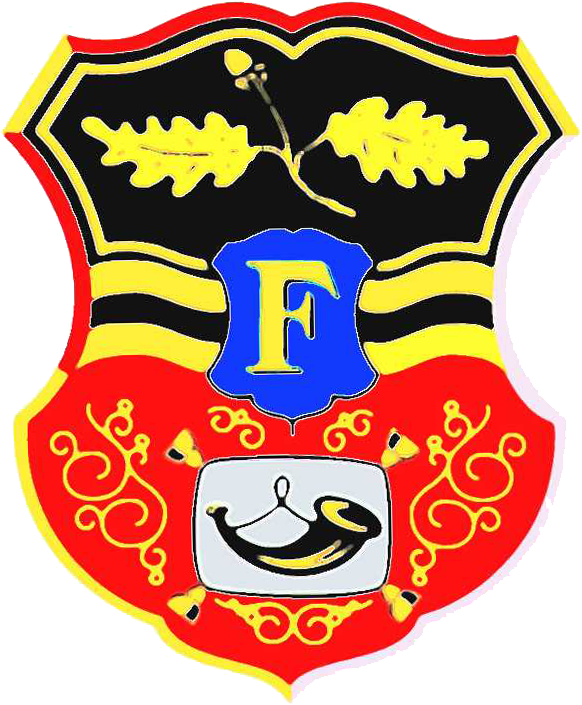
Marktgemeinde Frankenburg am Hausruck Geteilt; blaues Herzschildchen mit goldenem Antiqua-Versalbuchstaben F; oben in Schwarz über goldenem Zwillings-Wellenbalken ein goldener, querliegender Eichenast mit zwei Blättern und einer aufrechten Eichel; unten in Rot ein silberner Polster mit goldenen Quasten an den vier Ecken und darauf liegendem schwarzen, goldverzierten Jagdhorn mit schwarzer, kreuzweise verschlungener Schnur.
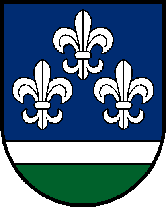
Marktgemeinde Frankenmarkt Durch eine erniedrigte, silberne Leiste geteilt; oben in Blau drei silberne, 1:2 gestellte heraldische Lilien; unten Grün.
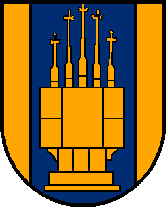
Gemeinde Gampern Zwischen goldenen Flanken in Blau ein goldener, spätgotischer Flügelaltar mit Mensa, Predella, Mittelschrein, zwei Flügeln und fünfteiligem Gesprenge.
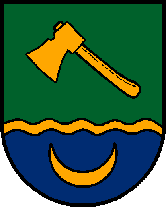
Gemeinde Innerschwand am Mondsee Von Grün und Blau durch eine goldene Wellenleiste erniedrigt geteilt; oben eine goldene, schrägrechts gestellte Axt, unten eine goldene, nach oben geöffnete Mondsichel.
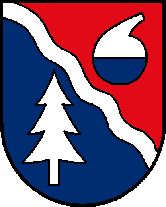
Marktgemeinde Lenzing an der Ager Durch eine silberne Wellenleiste schrägrechts geteilt; oben in Rot eine silberne, zur Hälfte blau gefüllte, nach außen gewendete Retorte; unten in Blau ein silberner Nadelbaum.
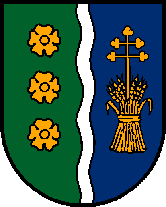
Gemeinde Manning Von Grün und Blau durch einen silbernen Wellenstab gespalten; rechts pfahlweise drei goldene Schlüsselblumenblüten, links aus einem goldenen Kornmandl wachsend ein goldenes Patriarchenkreuz mit Kleeblattenden.
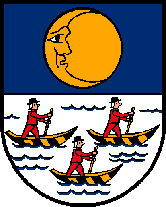
Marktgemeinde Mondsee Geteilt; oben in Blau ein goldener, sichelförmig gesichteter Vollmond; unten in Silber drei goldene, zwei zu eins gestellte Zillen mit schwarzen, schrägrechten Brandstreifen, linkshin gerudert von je einem rot gekleideten, stehenden Schiffmann mit schwarzem Filzhut.
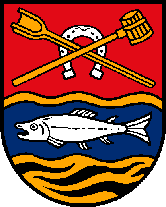
Gemeinde Neukirchen an der Vöckla Von Rot und Gold im Wellenschnitt geteilt; oben ein silbernes Hufeisen, überdeckt von schräggekreuzter, goldener Schöpfe und Malzschaufel; unten ein erhöhter, blauer Wellenbalken, darin eine silberne Forelle; im Schildfuß schwarze, unregelmäßige Wellen.
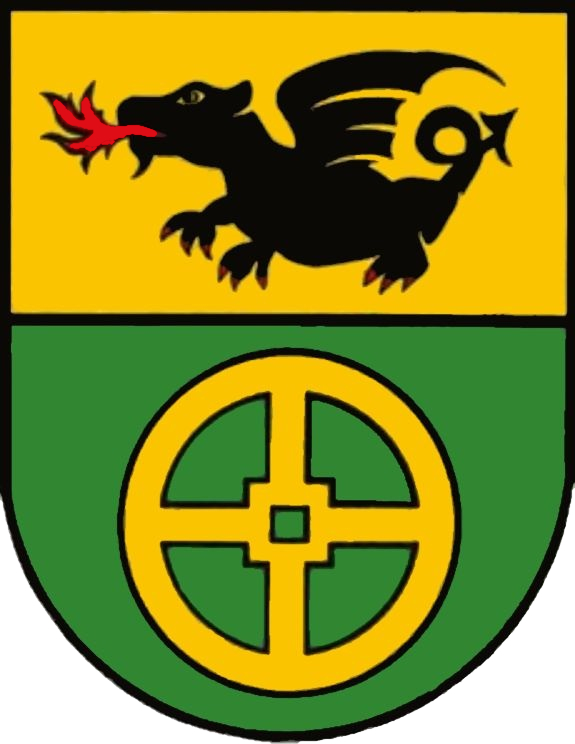
Gemeinde Niederthalheim Erhöht geteilt; oben in Gold ein schwarzer, rot bewehrter und feuerspeiender Drache, unten in Grün ein goldenes Mühlrad.
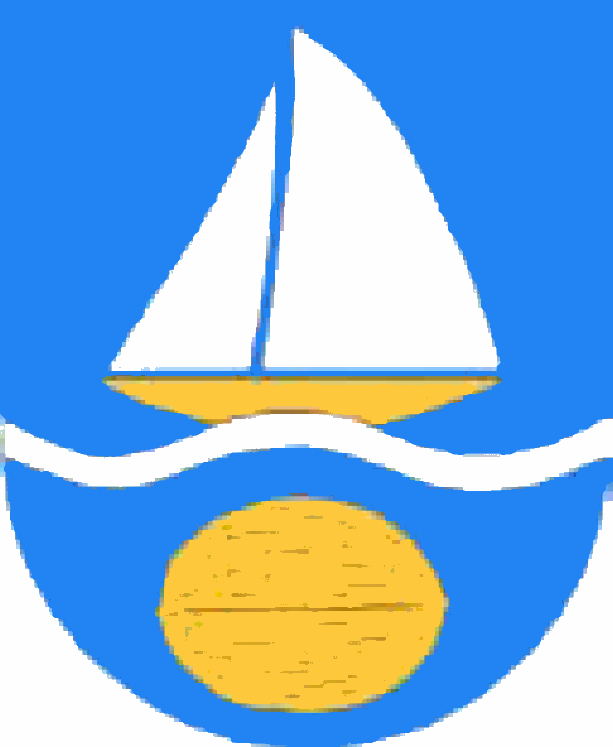
Gemeinde Nußdorf am Attersee In Blau eine erniedrigte, silberne Wellenleiste, darauf ein silbernes Segelboot mit goldenem Rumpf; im Schildfuß eine goldene, liegende Walnuss.
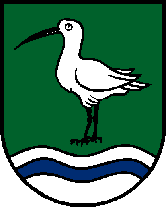
Gemeinde Oberhofen am Irrsee Über silbernem, gewelltem Schildfuß, darin eine blaue Wellenleiste, in Grün ein silberner Brachvogel mit schwarzem Schnabel und schwarzen Beinen.
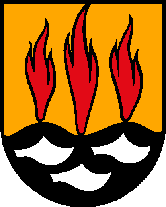
Gemeinde Oberndorf bei Schwanenstadt In schwarzem, zweimal gewelltem Schildfuß drei silberne, zwei zu eins gestellte, auf die zwei Wellenberge und das mittlere Wellental gerichtete, unten runde, rechts schräg und links spitz endende, eingebogene Spitzen (Erdgaslagerstätten); darüber in Gold drei rote Flammen, die mittlere vom Wellental zum oberen Schildrand, die beiden seitlichen von den Wellenbergen bis ins Schildhaupt reichend.
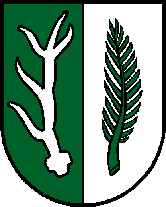
Gemeinde Oberwang Gespalten; rechts in Grün eine silberne, aufrechte, rechte Hirschstange, links in Silber ein grüner Palmzweig.
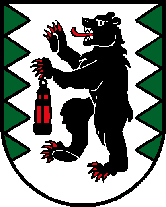
Gemeinde Ottnang am Hausruck Zwischen grünen, gezähnten Flanken in Silber ein schwarzer, aufgerichteter Bär mit roter Zunge und roten Krallen, der in der linken Tatze eine schwarze, rot leuchtende Grubenlampe hält.
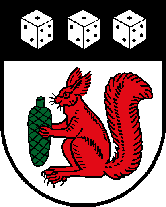
Gemeinde Pfaffing Unter schwarzem Schildhaupt, darin drei silberne Würfel nebeneinander, von denen jeder oben ein schwarzes Auge, rechts zwei und links vier schwarze Augen zeigt, in Silber ein rotes, auf seinen Hinterläufen sitzendes Eichhörnchen, das einen grünen Tannenzapfen mit den Vorderpfoten vor sich hält.
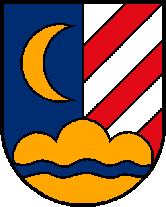
Gemeinde Pilsbach Über goldenem, erhöhtem Dreiberg, darin eine blaue Wellenleiste, gespalten; rechts in Blau ein goldener, abnehmender Mond, links von Silber und Rot fünfmal schräglinks geteilt.
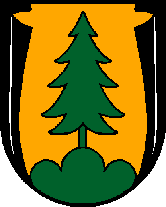
Gemeinde Pitzenberg Zwischen von zwei schwarzen, gestürzten und mit den Schneiden einwärts gekehrten Senseneisen gebildeten Flanken in Gold auf einem grünen Dreiberg ein grüner Nadelbaum.
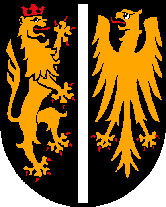
Gemeinde Pöndorf In Schwarz ein silberner Stab; rechts ein goldener, linksgewendeter, rot bewehrter und gekrönter Löwe, links ein goldener, rot bewehrter und bezungter Adler.
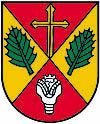
Gemeinde Puchkirchen am Trattberg Schräggeviert von Rot und Gold; oben ein goldenes, wachsendes, am oberen Schildrand anstoßendes, lateinisches Endrautenkreuz; unten ein silberner, aufrechter Bohrmeißelkopf; rechts und links je ein grünes, schräg nach außen gestelltes Buchenblatt.
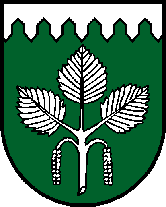
Gemeinde Pühret Unter silbernem Schildhaupt mit Eisenhutteilung (sechs grüne Eisenhüte) in Grün ein silberner Birkenzweig mit drei Blättern und zwei hängenden Kätzchen.
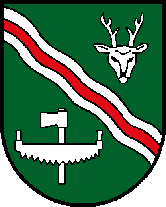
Gemeinde Redleiten In Grün ein silberner, schräger Wellenbalken, belegt mit einer roten Wellenleiste; oben ein silberner Rehkopf im Visier, unten eine silberne, aufrechte Axt, überdeckt von einer silbernen Zugsäge.
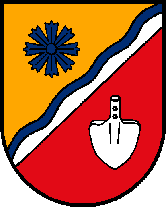
Gemeinde Redlham Geteilt durch einen Schräglinksbalken, der oben wellenförmig und unten gerade begrenzt und von Blau und Silber wellenförmig geschrägt ist; oben in Gold eine blaue Kornblume, unten in Rot ein silbernes, gestürztes Schaufelblatt.
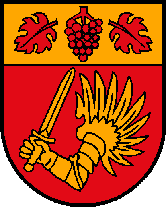
Marktgemeinde Regau Unter goldenem Schildhaupt, darin eine von zwei roten Blättern begleitete, rote Weintraube, in Rot ein goldener Flug mit daraus wachsendem, goldenem, geharnischtem und abgewinkeltem Arm, der ein goldenes Schwert hält.
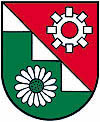
Gemeinde Rüstorf Schräg geteilt; oben in Rot ein silbernes Schaufelrad, unten in Silber drei die Teilungslinie berührende, grüne Stufen, darin eine silberne Margerite mit grünen Staubblättern.
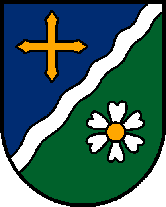
Gemeinde Rutzenham Durch eine silberne Wellenleiste schräglinks geteilt; oben in Blau ein goldenes Endrautenkreuz, unten in Grün eine Kamillenblüte mit goldenem Butzen und sechs silbernen Blütenblättern.
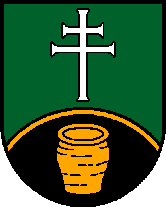
Gemeinde Schlatt In Grün über einem schwarzen, von einer goldenen Leiste gesäumten Hügel, darin ein goldener, römerzeitlicher Topf, ein silbernes, geradarmiges Patriarchenhochtatzenkreuz.
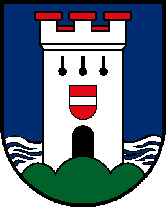
Marktgemeinde Schörfling am Attersee In Blau auf grünem Dreiberg ein silberner Turm mit schwarz geöffnetem Rundbogentor, darüber ein rot-weiß-rotes Schildchen sowie drei nebeneinanderstehende Schießlöcher und drei rot bedachte Zinnen; beiderseits des Turmes über dem Dreiberg ein silbernes, blau gewelltes Wasser.
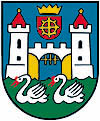
Stadt Schwanenstadt In Blau auf grünem, gewelltem Schildfuß mit zwei silbernen, rot bewehrten, schwimmenden Schwänen ein silberner, zweitürmiger, gezinnter Torbau, das durchbrochene Rundbogentor mit hochgezogenem, goldenem Fallgitter und aufgeschlagenen, goldenen Torflügeln, die Türme mit roten, einen goldenen Knauf tragenden Kegeldächern. Über dem Torbau ein rotes, von einer goldenen Davidskrone überhöhtes Schildchen mit einem goldenen Mühlenrad.
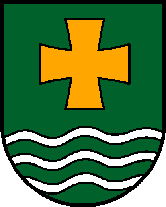
Marktgemeinde Seewalchen am Attersee In Grün über drei silbernen Wellenleisten ein goldenes, schwebendes Tatzenkreuz.
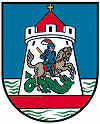
Marktgemeinde St. Georgen im Attergau In Blau ein silberner, grün gewellter Schildfuß, belegt mit einem roten Balken; darüber ein silberner, gezinnter, rot bedachter und golden bekreuzter Rundturm, auf dessen Mauer gemalt der heilige Georg auf einem naturfarbenen (braunen), linkshin aufspringenden, rot gezäumten und gesattelten Ross, in blauem Harnisch, die Pickelhaube mit einer weißen und einer roten Straußenfeder besteckt, einen grünen, rot bezungten und gewaffneten, am Boden liegenden, widersehenden Drachen den goldenen Speer in den Rachen stoßend.
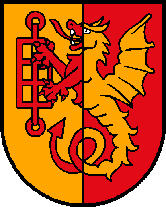
Gemeinde St. Lorenz Gespalten von Gold und Rot mit einem aufgerichteten, einen Rost pfahlweise haltenden Drachen in gewechselten Farben.
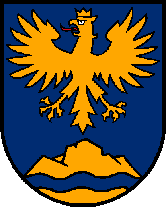
Gemeinde Steinbach am Attersee In Blau über einem goldenen, von einer blauen Wellenleiste durchzogenen Felsen ein goldener Adler mit goldener Krone und roter Zunge.
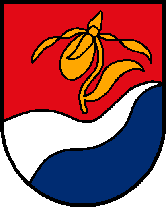
Gemeinde Straß im Attergau Von Rot und Blau durch einen silbernen, schräglinks steigenden Wellenkeil erniedrigt geteilt; oben eine goldene Frauenschuhblüte mit goldenem Stiel und einem goldenen Blatt.
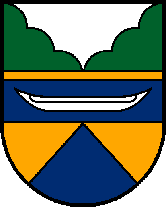
Gemeinde Tiefgraben Geteilt durch einen blauen, oben golden gesäumten Balken, darin ein silberner Mondseer Einbaum; oben in Grün eine silberne, eingebogene, gestürzte Spitze, unten in Gold eine blaue, steigende Spitze.
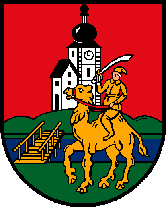
Marktgemeinde Timelkam In Rot auf grünem Schildfuß ein goldenes Kamel mit einem ebenfalls golden gekleideten Reiter, der in der linken Hand die roten Zügel, in der rechten einen blanken, silbernen Krummsäbel hält. Über einem blauen Bach schräglinkshin eine goldene Brücke; im Hintergrund auf grünem, flachem Dreiberg ein silberner, schwarz geöffneter und mit einer Zwiebelhaube schwarz bedachter Turm mit rechtsseitigem Anbau.
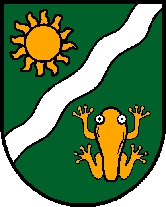
Gemeinde Ungenach In Grün eine silberne, schräglinke Wellenleiste; oben eine goldene Sonne mit Flammenstrahlen, unten eine goldene Unke.
Gemeinde Unterach am Attersee In Gold ein blauer Schrägbalken, darin ein silberner Fisch, oben begleitet von einem roten Herz.
Stadt Vöcklabruck In Blau auf grünem, gewelltem Schildfuß eine vom rechten Schildrand ausgehende, goldene, mit drei rot-weiß-roten Bindenschildchen versehene Steinbogenbrücke, die zu einem goldenen, vom linken Schildrand ausgehenden, zinnenbewehrten Torbau mit hochgezogenem Fallgitter im schwarz geöffnetem Tor führt. Auf der Brücke zwei auf Pferden zum Stadttor reitende, blau geharnischte Ritter mit goldenen, geschlossenen, gekrönten und mit grünen Pfauenstößen besteckten Kübelhelmen, jeder ein an goldenen Stangen befestigtes Fähnlein in den österreichischen Farben und einen Bindenschild haltend; auf den goldenen Pferdedecken sind vier rot-weiß-rote Schildchen sichtbar.
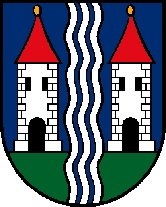
Marktgemeinde Vöcklamarkt In Blau ein silberner Wellenpfahl mit zwei blauen Wellenbändern, beiderseits begleitet von je einem auf grünem Boden stehenden, silbernen, schwarz geöffneten Turm mit rotem Spitzdach und goldenem Knauf.
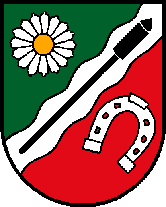
Gemeinde Weißenkirchen im Attergau Durch eine silberne Wellenleiste, darin eine schwarze Glasmacherpfeife, schräglinks geteilt; oben in Grün eine silberne Margeritenblüte mit goldenem Butzen, unten in Rot ein silbernes, schräglinks gelegtes Hufeisen.
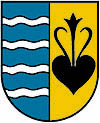
Gemeinde Weyregg am Attersee Gespalten; rechts in Blau vier silberne Wellenleisten, links in Gold ein schwarzes, gestürztes Efeublatt, aus dem zwei stilisierte Ranken und in der Mitte eine Blüte hervorwachsen.
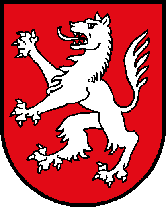
Marktgemeinde Wolfsegg am Hausruck In Rot ein silberner, aufgerichteter Wolf.
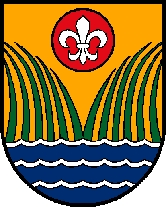
Gemeinde Zell am Moos Erniedrigt mit Meereswellenschnitt geteilt; oben in Gold aus der Teilungslinie wachsend ein grünes, in Form einer eingebogenen, gestürzten Spitze nach außen geneigtes Seegras, darüber eine rote, mit einer silbernen heraldischen Lilie belegte Scheibe; unten in Blau drei silberne Wellenfäden, wobei der oberste an die Teilungslinie stößt.
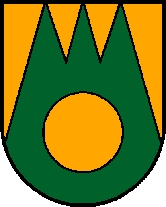
Gemeinde Zell am Pettenfirst Von Gold und Grün mit drei bis zum oberen Schildrand anstoßenden Spitzen erhöht geteilt, wobei die Teilungslinie an den seitlichen Rändern bis zum Schildfuß hinunterreicht; unten eine goldene Scheibe.